# Maria Arct-Golczewska
Maria Arct-Golczewska, również Maria Arctówna, Maria Golczewska (ur. 1 grudnia 1872 w Lublinie, zm. 3 marca 1913 w Otwocku) – nauczycielka i popularyzatorka nauk przyrodniczych, tłumaczka, społeczniczka.

## Życiorys
Córka wydawcy i księgarza Michała Arcta oraz Marii z Gałeckich. 
Nauki pobierała najpierw prywatnie w Lublinie, potem na pensji E. Pettau w Warszawie, gdzie od 1888 podjęła pracę jako nauczycielka. Po przeniesieniu rodzinnej firmy Arctów do Warszawy pracowała w niej w dziale wydawniczym. 
Od 1892 należała do sekcji pedagogicznej tajnego Koło Kobiet Korony i Litwy. Pracowała również społecznie w szwalniach i czytelniach Warszawskiego Towarzystwa Dobroczynności. 
W latach 1895–1899 studiowała przyrodę na Uniwersytecie Jagiellońskim. Podczas studiów kontynuowała działalność społeczną, działała w organizacjach kobiecych, wykładała przyrodę na Uniwersytecie Robotniczym, była członkiem zarządu Towarzystwa Kolonii Letnich dla kobiet pracujących. 
W rodzinnej firmie wydawniczej wydawała książki i atlasy botaniczne i zoologiczne, była autorką podręcznika botaniki dla szkół średnich oraz przekładów na język polski obcojęzycznych książek przyrodniczych.
Wyszła za mąż za Bronisława Golczewskiego, urzędnika. Chorowała na nieuleczalną chorobę płuc, która w ostatnich latach życia uniemożliwiła jej pracę. 
Została pochowana na cmentarzu ewangelicko-reformowanym w Warszawie (kwatera F-5-2).

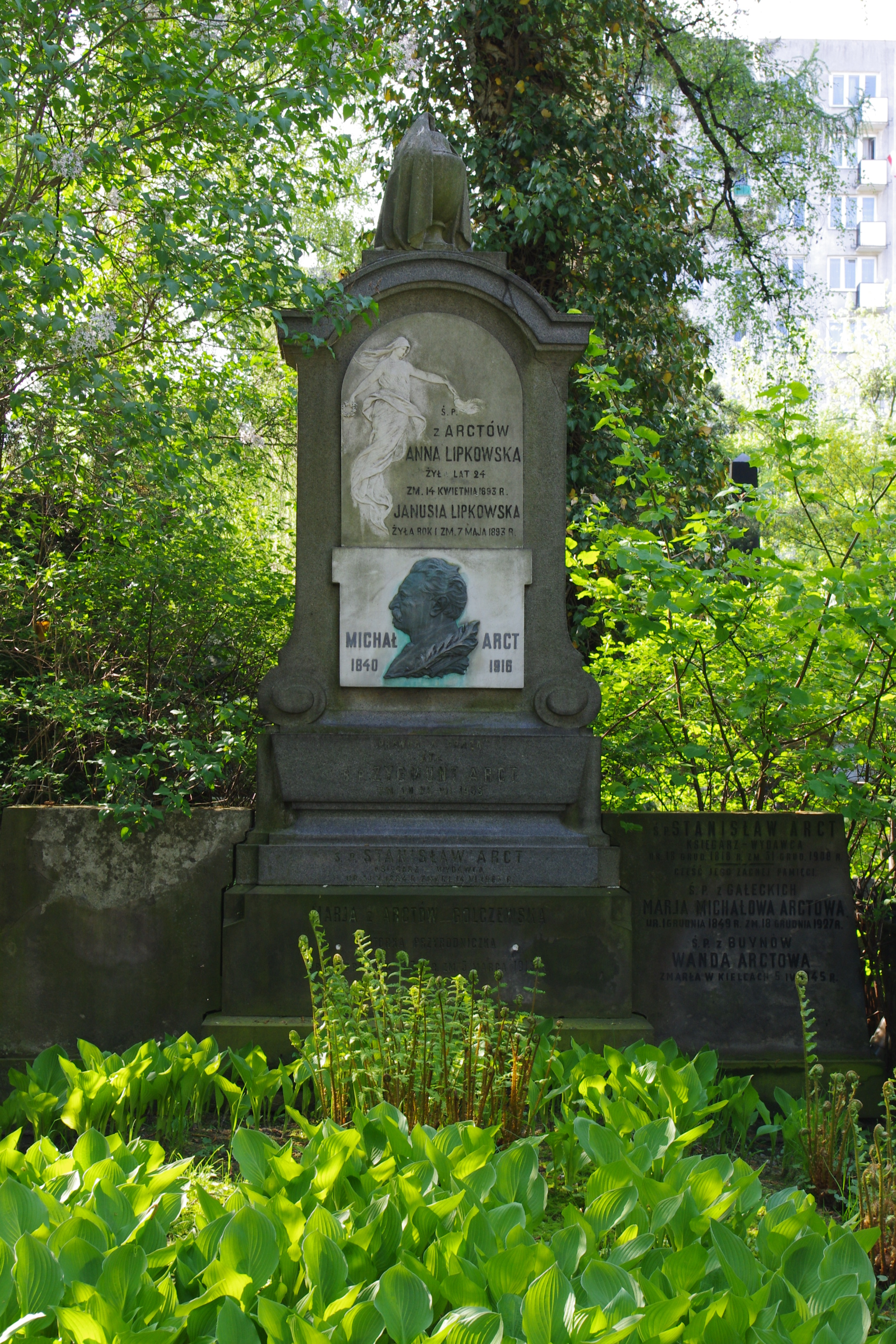
Grób rodzinny Arctów na cmentarzu ewangelicko-reformowanym w Warszawie